# Ulica Wręczycka w Częstochowie
Ulica Wręczycka – jedna z ulic w częstochowskim Lisińcu, rozciąga się pomiędzy ulicą Rocha i zachodnią granicą miasta. 
W całym swoim przebiegu stanowi pierwszą część drogi wojewódzkiej nr 494 do Wręczycy Wielkiej.